# Jakob Wichner

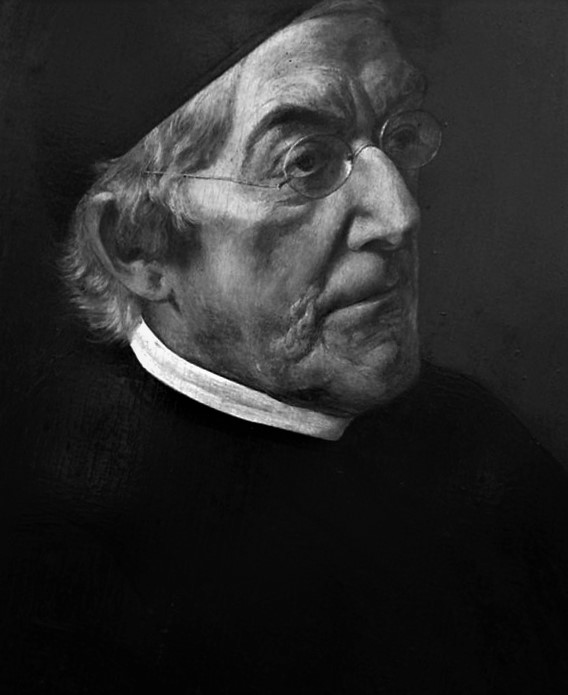
Jakob Wichner

Jakob Wichner, OSB (* 22. Juli 1825 in Graz; † 15. Oktober 1903 in Admont), war ein österreichischer römisch-katholischer Geistlicher und Archivar des Stifts Admont.

## Leben und Wirken
Jakob Wichner wurde als Sohn eines Tischlermeisters in Graz geboren, wo er das Akademische Gymnasium besuchte und anschließend am Lyzeum seine humanistisch-philosophischen Studien absolvierte. Auf Anregung seines Lehrers Albert Muchar trat Wichner 1846 als Novize in das Benediktinerstift Admont ein. Am 10. Juli 1851 legte er hier unter Abt Benno Kreil das Ordensgelübde ab und empfing am 10. August desselben Jahres die Priesterweihe. Als Kaplan ging er zunächst nach St. Lorenzen im Paltental und St. Michael ob Leoben sowie anschließend als Pfarrvikar nach Großsölk und Ardning. Eine Erkrankung zwang ihn 1870 zur Rückkehr in das Stift Admont, das 1865 durch einen Großbrand zerstört worden war. Auch der Großteil des Archivs und seiner Bestände verbrannte damals. Im Auftrag des Abtes Zeno Müller schuf er aus den verbliebenen Überresten des Hausarchives ein neues Archiv, in das er die von den Stiftspfarren und früheren Herrschaften überlassenen Akten und Urkunden eingliederte, und legte einen Handschriften-Katalog mit 1050 Nummern an. Hier entstand sein Hauptwerk, die Geschichte des Benediktinerstiftes Admont, das in vier Bänden 1874 bis 1884 erschien, gefolgt von zahlreichen Detailuntersuchungen und Studien zu geschichtlichen und kultur- und wirtschaftshistorischen Aspekten des Stiftes Admont. Insgesamt hinterließ Wichner ein umfangreiches Gesamtwerk von 87 Schriften, von denen 52 in wissenschaftlichen Zeitschriften erschienen sind.
Die Schriftsteller Karl Morré und Josef Wichner waren Neffen von Jakob Wichner.

## Werke (Auswahl)
- Geschichte des Benediktinerstiftes Admont von den ältesten Zeiten bis zum Jahre 1177. Graz 1874. digitalisat
- Geschichte des Benediktinerstiftes Admont von der Zeit des Abtes Henrik bis zum Tode des Abtes Heinrich II. (1178–1297). Graz 1876. digitalisat
- Geschichte des Benediktinerstiftes Admont von der Zeit des Abtes Engelbert bis zum Tode des Abtes Andreas von Stettheim (1297–1466). Graz 1878.
- Geschichte des Benediktinerstiftes Admont vom Jahre 1466 bis auf die neueste Zeit. Graz 1880.
- Admont in Steiermark und seine Beziehungen zur Kunst. Wien 1888.
- Zwei Bücherverzeichnisse des 14. Jahrhunderts in der Admonter Stiftsbibliothek. Leipzig 1888.
- Jagd und Fischerei des Stiftes Admont bis zur zweiten Hälfte des 18. Jahrhunderts. Graz 1890.
- Kloster Admont und seine Beziehungen zur Wissenschaft und zum Unterricht. Graz 1892.
- Die Stiftsbibliothek zu Admont. Brünn 1897.
- Die Propstei Elsendorf und die Beziehungen des Klosters Admont zu Bayern. München 1899.
- Gebhard, Erzbischof von Salzburg. Skizze seines Lebens und seine Beziehungen zum Stifte Admont. Brünn 1900.
- Beiträge zur Geschichte der Stadt Leoben. Graz 1912.